# Коллеж патафизики
Коллеж патафизики (фр. Collège de 'Pataphysique) — интернациональное сообщество писателей, переводчиков, историков словесности, художников, музыкантов, режиссёров театра и кино, созданное в 1948 году в Париже как пародия на научное общество со своими секциями, комиссиями, подкомиссиями, церемониями приема, корпоративными торжествами и т. п. Предметом изучения провозглашается патафизика, а символическим патроном коллежа выступает Альфред Жарри — профессия заглавного героя его романа «Деяния и мнения доктора Фаустролля, патафизика» и дала название сообществу.

## Деятельность
Коллеж имеет собственный календарь, выпускает «Тетради», «Досье» и другие издания, на страницах которых публикуются архивные тексты Жарри и работы о нем, а также произведения членов Коллежа и авторов, которых они считают себе близкими. В разные годы членами Коллежа стали, среди прочих:
- Кено, Раймон (1950)
- Виан, Борис (1953)
- Эрнст, Макс (1953)
- Дюшан, Марсель (1953)
- Братья Маркс (1953)
- Превер, Жак (1953)
- Ионеско, Эжен (1957)
- Клер, Рене (1957)
- Лейрис, Мишель (1957)
- Дюбюффе, Жан (1958)
- Конноли, Сирил (1962)
- Эшер, Морис Корнелис (1962)
- Рэй, Ман (1963)
- Ватанабэ, Кадзуо (1965)
- Пьер Мак-Орлан (1968)
- Миро, Хоан (1979)
- Аррабаль, Фернандо (1990)
- Бадж, Энрико (2001)
- Бодрийяр, Жан (2001)
- Брайерс, Гэвин (2001)
- Сангвинети, Эдоардо (2001)
- Села, Камило Хосе (2001)
- Фо, Дарио (2001)
- Эко, Умберто (2001)
- Тьери Фульк (фр., 2012)

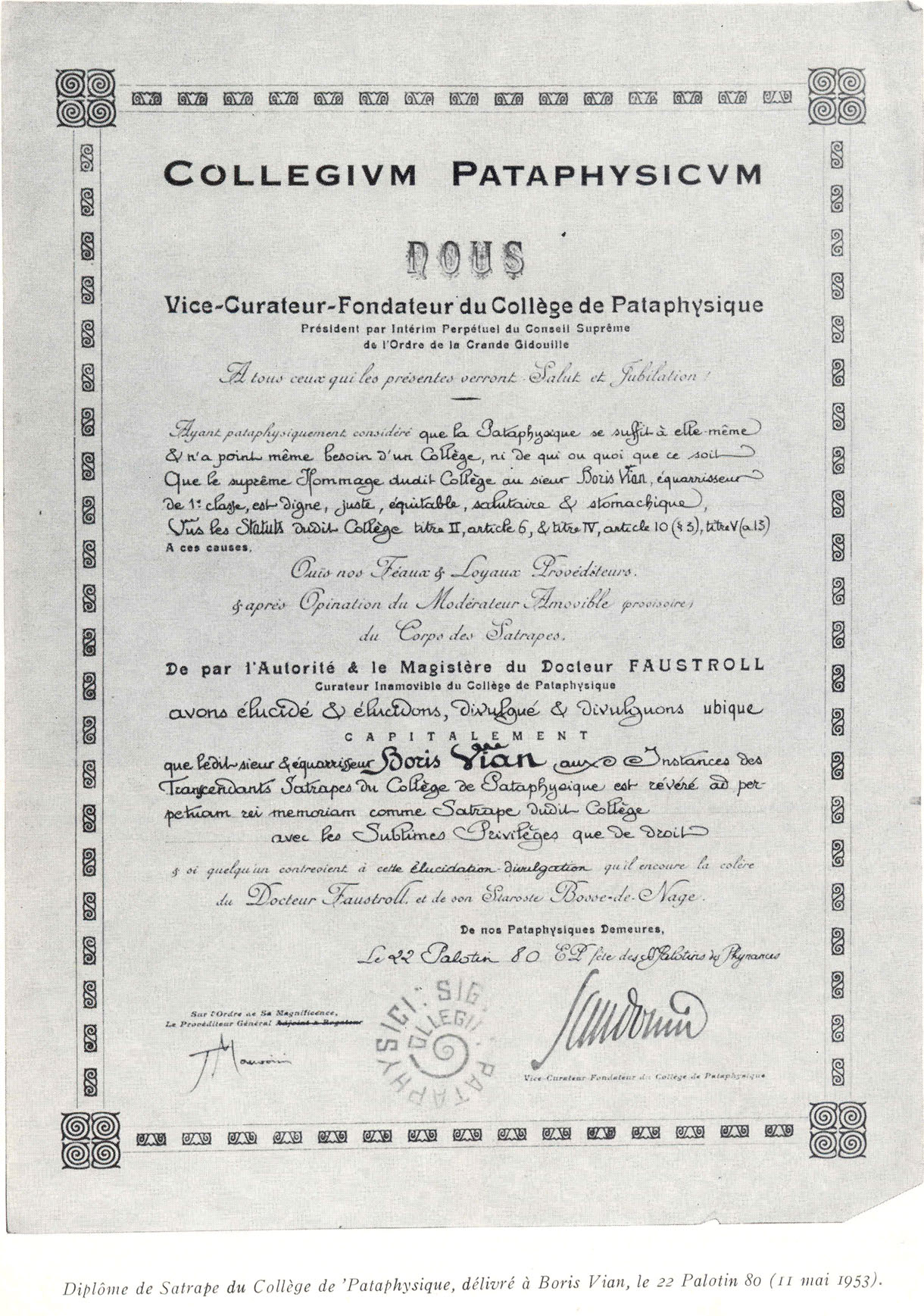
Диплом Коллежа, врученный Борису Виану

В 1975—2000 Коллеж не предпринимал публичных акций, с 2001 они возобновились. Коллеж имеет зарубежные отделения в Буэнос-Айресе, Лондоне, Милане и Риме, а также опирается на поддержку групп активистов в США, Нидерландах и других странах. Литературная группа УЛИПО является одной из комиссий Коллежа.